# Charles-Xavier Franqueville d'Abancourt
Charles-Xavier Franqueville d'Abancourt (Douai, 4 luglio 1758 – Versailles, 9 settembre 1792) è stato un politico e nobile francese.

## Biografia
Charles-Xavier era nipote di Charles-Joseph de Pollinchove e di Marie-Catherine Chambge,  ed era figlio di Marie-Charlotte-Eulalie de Pollinchove e di Jacques-Joseph de Francqueville d'Abancourt, assessore della città di Cambrai, segretario del re e guardasigilli della cancelleria presso il parlamento delle Fiandre. Era anche nipote del controllore generale delle finanze francesi Charles Alexandre de Calonne.
Intraprese la carriera militare diventando a quindici anni volontario nei moschettieri della guardia del re; nel 1777 ottenne il grado di sottotenente in un reggimento di cavalleria, poi tenente nel 1779, secondo capitano nel 1784 e primo capitano il 1 maggio 1788. Divenne quindi tenente colonnello del 5º reggimento di cacciatori a cavallo. Fu grazie all'influenza di Calonne e alla protezione dei suoi sostenitori che venne nominato dapprima aiutante generale, poi ministro della guerra, il 23 luglio 1792, anche se rimase in quella carica  per soli 19 giorni. Quando due giorni dopo venne pubblicato il "manifesto di Brunswick", d'Abancourt cercò invano di rassicurare l'Assemblea Nazionale sulla situazione militare tra la Schelda e la Sambre, sull'organizzazione dei volontari e sul campo di reclutamento di Soissons. Il governo francese istituì una commissione formata da tre inquirenti nelle persone di Lacombe-Saint-Michel, Gasparin e Carnot il Vecchio che vennero delegati ad indagare l'accaduto ed il 6 agosto denunciarono le azioni del ministro avendo rilevato mancanze nell'ambito di vitto e rifornimenti per i soldati. Il ministro inoltre venne poi sospettato di essere uno degli artefici della fuga del re a Varenne.
Il 10 agosto 1792, d'Abancourt organizzò come meglio poté la difesa del Palazzo delle Tuileries che venne attaccato dai rivoluzionari. Vi trasferì due reggimenti di guardie svizzere da Courbevoie e da Rueil e venne successivamente giudicato colpevole dall'Assemblea di disordini e di minaccia allo stato, venendo quindi formalmente destituito dalla sua posizione ministeriale. Fu immediatamente arrestato e dapprima venne imprigionato a La Forcee e poi trasferito nel carcere di Orléans per essere giudicato dall'alta corte di Francia. D'Abancourt venne tratto dal carcere il 4 settembre assieme ad altri cinquantadue prigionieri e venne trasferito a Versailles. Al loro arrivo in città, il 9 settembre, al momento di varcare la soglia dell'Orangerie della reggia, 44 detenuti vennero massacrati dalla folla senza che la scorta che li seguiva potesse o volesse difenderli. D'aBancourt risultò tra le vittime insieme a Claude Antoine de Valdec de Lessart, ex ministro, ed al conte de Cossé-Brissac, comandante in capo della guardia costituzionale di re Luigi XVI.